# Dark Live Magick
Dark Live Magick è un album live, l'unico fino ad ora, dei Runemagick, pubblicato nel 2001.

## Tracce
1. "Celebration of Death (intro)" 01:18
2. "Hymn of Darkness" 00:48
3. "Dark Necroshadows" 03:35
4. "Death Collector" 03:51
5. "Return of the Reaper" 04:41
6. "Dreamvoid Serpent" 04:17
7. "Reborn in Necromancy" 05:27
8. "Curse of the Dark Rune" 03:52
9. "Dethrone the Flesh" 05:09
10. "When Death Is the Key" 05:13
11. "Lord of the Grave" 05:49
12. "Hail Death" 04:37